# Рорбах (Біркенфельд)
Рорбах (нім. Rohrbach) — громада в Німеччині, розташована в землі Рейнланд-Пфальц. Входить до складу району Біркенфельд. Складова частина об'єднання громад Баумгольдер.
Площа — 2,46 км2. Населення становить 168 ос. (станом на 31 грудня 2020).